# Bulbophyllum longilabre
Bulbophyllum longilabre är en orkidéart som beskrevs av Rudolf Schlechter. Bulbophyllum longilabre ingår i släktet Bulbophyllum och familjen orkidéer. Inga underarter finns listade i Catalogue of Life.